# Каскинен
Каскинен (фин. Kaskinen), также Каскё (швед. Kaskö) — самый маленький город-порт Финляндии с населением 1423 человек (2011).

## Географическое положение
Расположен на западе страны, в 150 км на северо-запад от Тампере на берегу Ботнического залива.

## Экономика
В городе находится целлюлозный комбинат.

## Известные уроженцы и жители
- Зундман, Карл (1873—1949) — финский математик
- Сиегфридс, Криста (род. 1985) — финская певица, участница Евровидения 2013